# Mötesplats Vattentorget

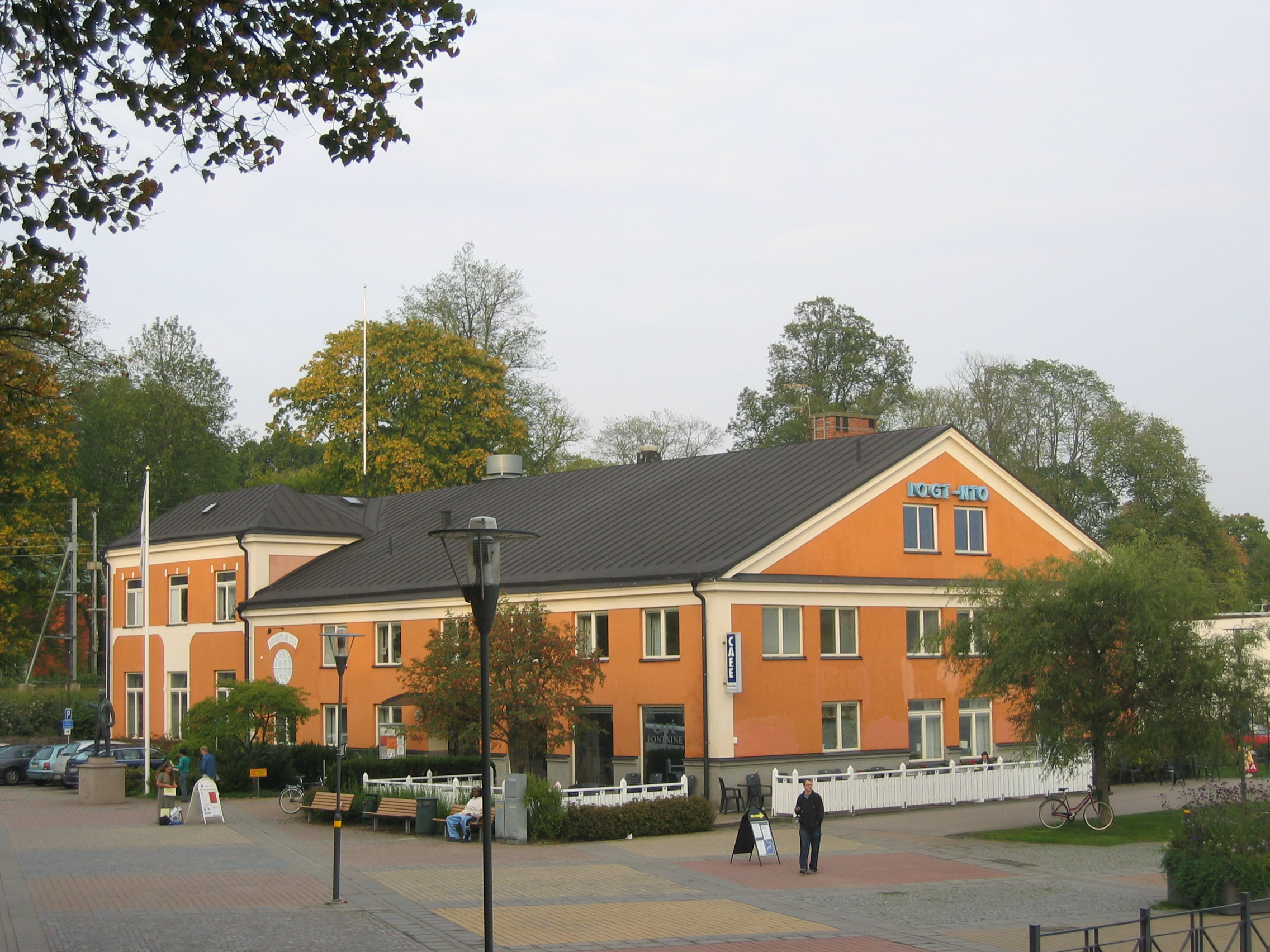
Mötesplats Vattentorget, 2006.

Mötesplats Vattentorget, även IOGT-NTO-huset och Vattentorget 1, är ett kulturhus vid Vattentorget i Växjö. Den första delen av byggnaden, som ursprungligen var ett elverk, uppfördes 1887 vid Växjösjön. Den var då Sveriges första kommunala elverk för gatubelysning och allmän distribution. År 1991 köptes fastigheten av IOGT-NTO-rörelsen och sedan dess har kultur- och föreningsverksamhet bedrivits i huset.

## Bilder

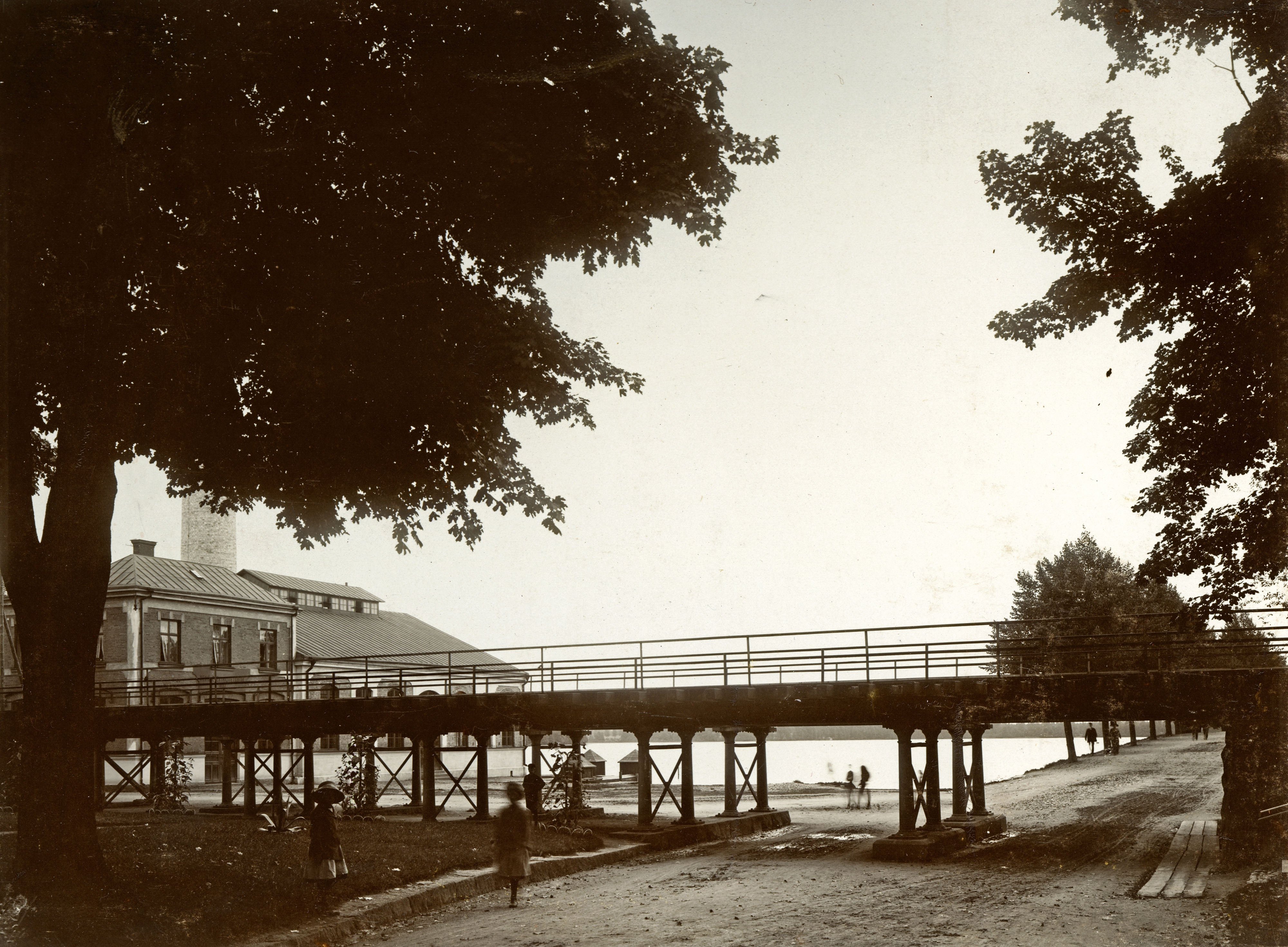
Det dåvarande elverket bakom järnvägsbron vid Linnéparken, omkring 1915.
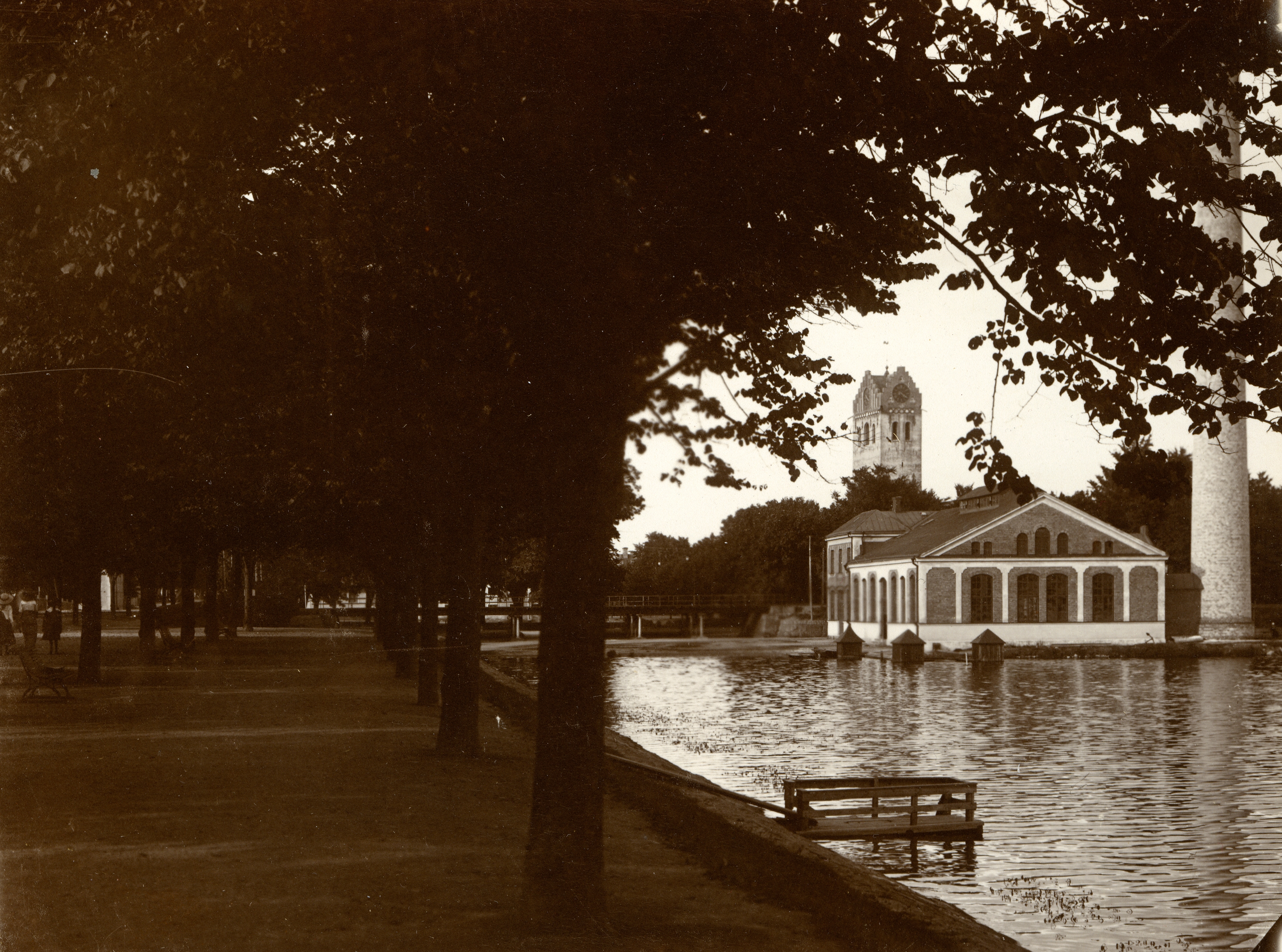
Elverket och Växjö domkyrka från sjösidan, omkring 1915.
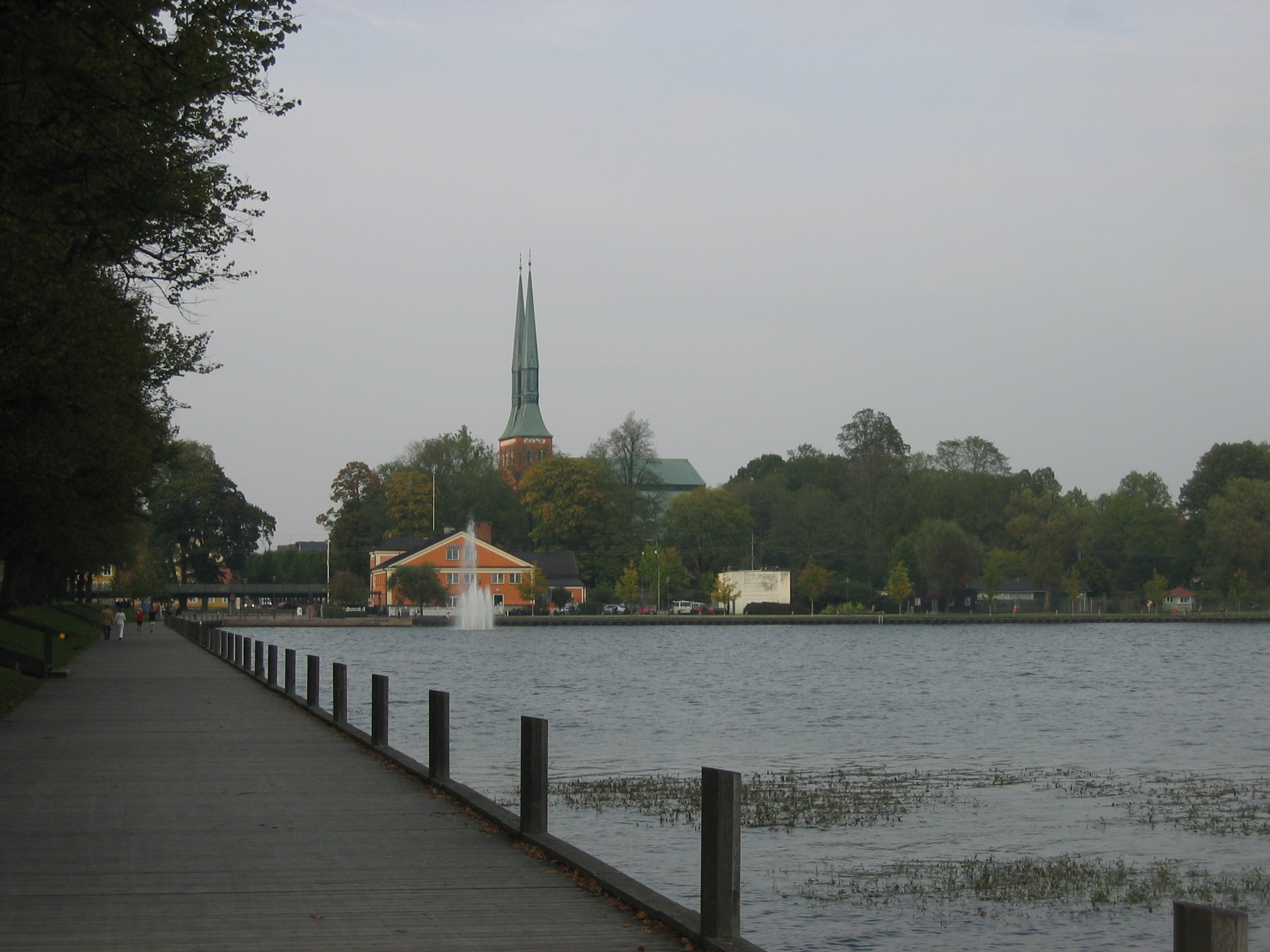
Byggnaden från sjösidan, 2006.
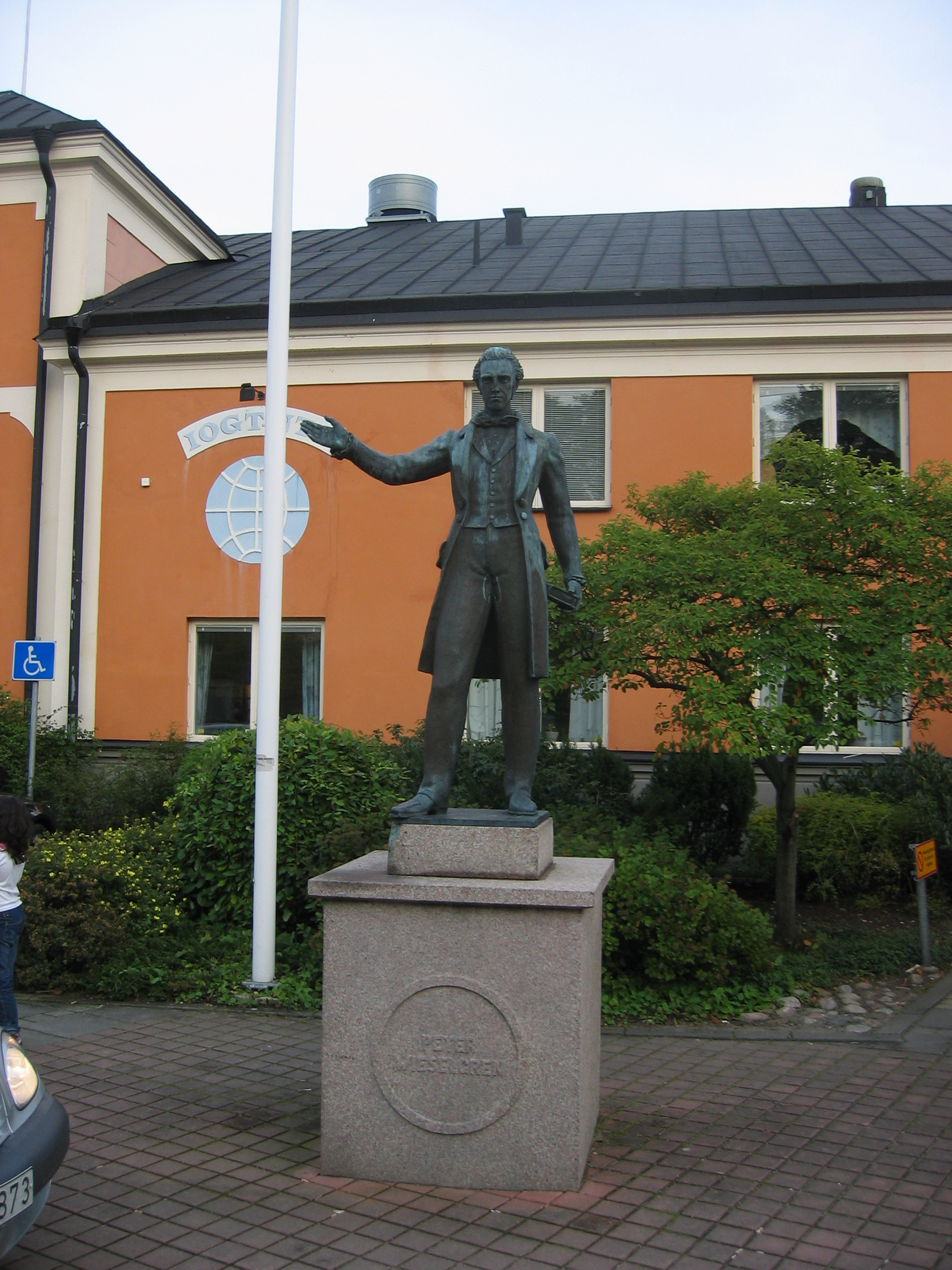
Peter Wieselgren avbildad framför byggnaden.